# گارتسون (داکوتای جنوبی)
گارتسون(به انگلیسی: Garretson) شهری در ایالت داکوتای جنوبی کشور ایالات متحده آمریکا است که جمعیت آن در سرشماری سال ۲۰۱۰ میلادی، ۱٬۱۶۶ نفر بوده‌است.